# Мартинес, Саид
Эктор Саид Мартинес Сорто (исп. Héctor Said Martínez Sorto; род. 7 августа 1991, Токоа, Колон) — гондурасский футбольный судья. Судья ФИФА с 2017 года.

## Карьера
Саид Мартинес родился в Токоа 7 августа 1991 года. Обладая самоотверженностью и решимостью, он был самым молодым судьёй, дебютировавшим в возрасте 18-ти лет в футбольных матчах Национальной лиги Гондураса.
В дальнейшем поступил в Национальный педагогический университет имени Франсиско Морасана, где через несколько лет стал математиком.
Мартинес с 2017 года является международным судьёй ФИФА и КОНКАКАФ. Ему доверили право работать на матчах Золотого кубка КОНКАКАФ 2019 года в Соединённых Штатах, Коста-Рике и Ямайке, на чемпионате КОНКАКАФ до 20 лет и молодёжном чемпионате мира по футболу 2019 года в Польше.
Мартинес работал судьёй и на Золотом Кубке КОНКАКАФ 2021 года. Судил финал между Соединёнными Штатами и Мексикой. В этом же году работал на матчах Кубка арабских стран 2021 года.
В мае 2022 года ФИФА назначила его одним из 36 главных судей чемпионата мира по футболу 2022 года в Катаре.